# 国民啓蒙・宣伝省
座標: 北緯52度30分45秒 東経13度23分01秒 / 北緯52.51250度 東経13.38361度

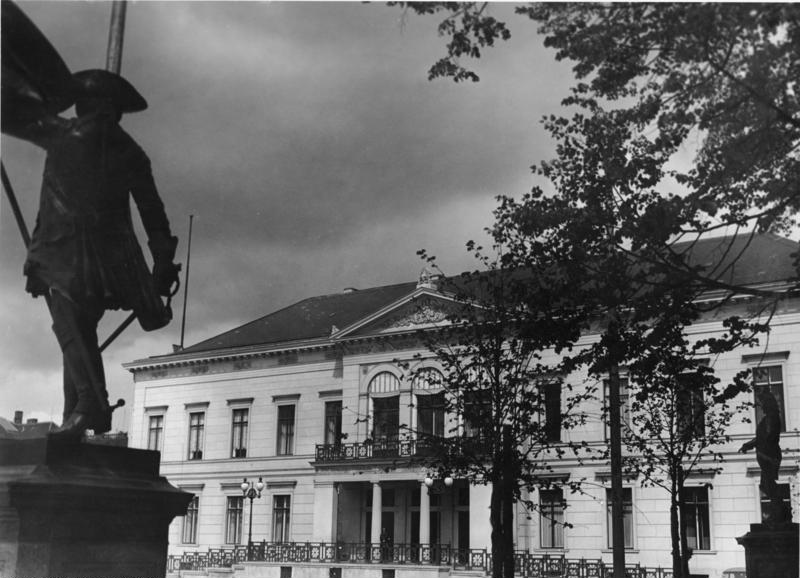
宣伝省の建物（1936年）

国民啓蒙・宣伝省（こくみんけいもう・せんでんしょう、ドイツ語: Reichsministerium für Volksaufklärung und Propaganda 略称・RMVP）は、ナチス・ドイツ時代のドイツに置かれた国家宣伝と国民指導を目的とした省。日本語では国民啓発・宣伝省と訳されることもある。宣伝省と略称されることが多い。

## 概要
1933年3月13日、パウル・フォン・ヒンデンブルク大統領によって「宣伝省設置法」 (de:Reichsgesetzblatt、 I, S. 104) が公布された。そして、国民社会主義ドイツ労働者党（ナチス党）で宣伝全国指導者を務めていたヨーゼフ・ゲッベルスが初代大臣に任命された。宣伝省の建物はヴィルヘルム通りの騎士団宮殿（Ordenspalais）に設置された。1737年に建てられたこの建物の名称は、同所を在ベルリン代表部として用いていた聖ヨハネ騎士団にちなむ。
ゲッベルスは3月25日に次のような演説を行っている。
ナチ党の権力掌握が進むとともに、強制的同一化を推進する機関となる宣伝省の規模は拡大され、国家の文化、経済、その他のあらゆる宣伝に関与した。

## 組織
ゲッベルスの原案では宣伝省の部局は5つであった。1933年の発足時には9つの部門、150人の正規職員、1600人の非常勤職員で1400万ライヒスマルクの予算を消化する小官庁だった。しかし、同年のうちには正規職員300人と非常勤職員500人に、1936年には正規職員800人、非常勤職員1600人に膨張した。1939年には16の部門を傘下にし、1944年に予算は1億8700万ライヒスマルクに増加している。大臣の下には3人の次官 (Staatssekretär) が置かれ、それぞれ別の部門を統括していた。

### 国民啓蒙・宣伝大臣 (Reichsminister für Volksaufklärung und Propaganda)

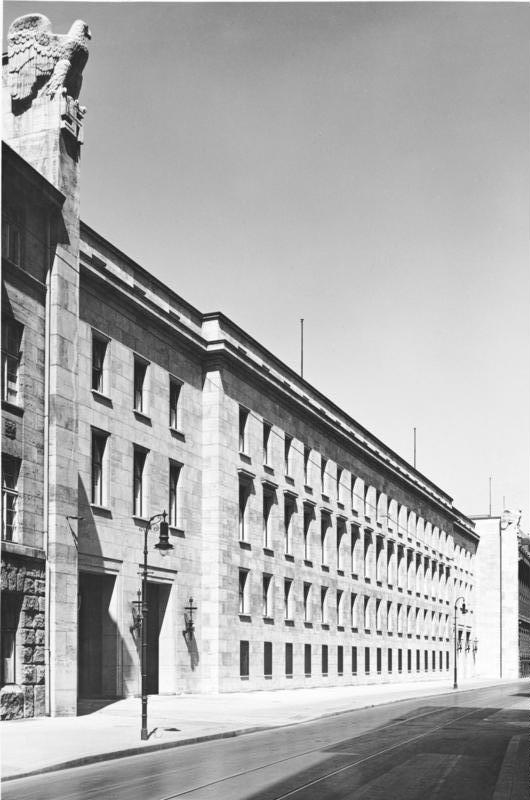
1936年から1940年にかけて拡張された宣伝省新庁舎。1829年に新古典主義に則して改装された旧騎士団宮殿とは対照的なナチス建築であった。

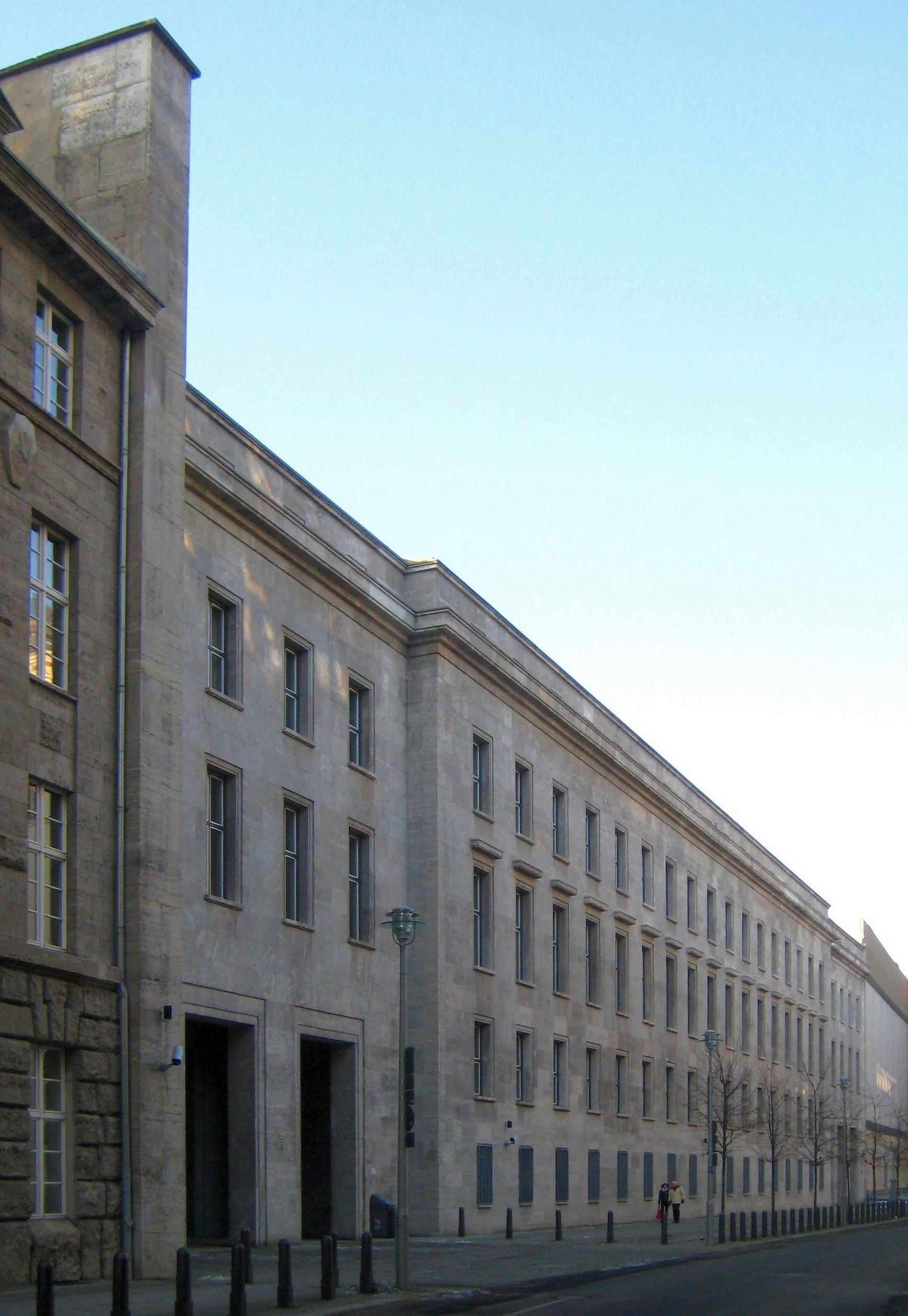
戦後の旧宣伝省庁舎。屋上部にあった鷲の彫刻などのナチスの意匠は撤去され、現在は連邦労働・社会省が入る。

| 代 | 氏名                                                             | 氏名 | 在任期間                      | 所属政党                    |
| -- | ---------------------------------------------------------------- | ---- | ----------------------------- | --------------------------- |
| 1  | パウル・ヨーゼフ・ゲッベルス Paul Joseph Goebbels                |      | 1933年3月13日 - 1945年4月30日 | 国民社会主義 ドイツ労働者党 |
| 2  | ヴェルナー・ナウマン Werner Naumann （ヒトラーの遺書による指名） |      | 1945年4月30日 - 1945年5月1日  | 国民社会主義 ドイツ労働者党 |

### 首席次官 (Staatssekretär I)
- ヴァルター・フンク（1933 – 1937年）
- オットー・ディートリヒ (de) （1937 – 1945年）
- 首席次官担当
  - 国内新聞局 (Deutsche Presse)
  - 海外マスコミ局 (Auslandpresse)
  - 雑誌出版局 (Zeitschriftenpresse)

### 次席次官 (Staatssekretär II)
- カール・ハンケ（1937 – 1940年）
- レオポルト・グッテラー (de) （1940 – 1944年）
- ヴェルナー・ナウマン（1944 – 1945年）
- 次席次官担当
  - 予算局 (Haushalt)
  - 法務局 (Recht)
  - 宣伝局 (Propaganda)
  - 放送局 (Rundfunk)
  - 映画局 (Film)
  - 人事局 (Personal)
  - 国防局 (Landesverteidigung)
  - 海外局 (Ausland)
  - 演劇局 (Theater)
  - 音楽局 (Musik)
  - 文学局 (Schrifttum)
  - 視覚芸術局 (Bildende Kunst)

### 第三次官 (Staatssekretär III)
- ヘルマン・エッサー (de) （1935 – 1945年）
- 第三次官担当
  - 観光・旅行局 (Fremdenverkehr)

### その他の幹部職員
- ハンス・フリッチェ - 国内新聞局長 → 放送局長。第二次世界大戦後、ニュルンベルク裁判に主要戦犯の一人として起訴されたが、無罪判決を受ける。
- ハンス・ヒンケル (de:Hans Hinkel) - 映画・演劇担当
- オイゲン・ハダモフスキー (de:Eugen Hadamovsky) - 放送担当

### 帝国文化院
宣伝省傘下の機関として、文化・芸術・報道方面の統制を行った。総裁は国民啓蒙・宣伝大臣（ヨーゼフ・ゲッベルス）の兼任。帝国文化院の下部組織として、帝国著述院、帝国映画院、帝国音楽院、帝国演劇院、帝国新聞院、帝国ラジオ院、帝国造形芸術院が設置された。

## 活動

### 新聞
新聞社は国家報道評議会 (Reichspressekonferenz) に参加することが義務づけられた。評議会では掲載内容について詳細な指示を出した。

### 映画
ドイツにおける映画の検閲は1919年にすでに始まっていたが、宣伝省設置後の1934年には検閲法が改正され、「道徳的」かどうかや「芸術的感性」の部分にも検閲はおよんだ。大臣であるゲッベルス自身も映画部門に関与し、しばしばアイデアやテーマを出している。

### ドイツ週間ニュース
1938年、宣伝省は映画上映の前に必ずニュース映画を流すことを義務づけた。1940年、今まで4つあったニュース映画は『ドイツ週間ニュース』に統合された。

### ラジオ
1933年、各地域に存在したラジオ局が加盟していたドイツ帝国放送協会が国有化され、宣伝省による管理体制が敷かれた。

## 権力
宣伝省の担当分野は広大であり、他の省庁などと競合する分野もあった。それらの省庁（特に対外宣伝の点で競合する外務省）はしばしば宣伝省との間で権力闘争を繰り広げた。